# Afanc
O afanc (pronúncia de Gales: [ˈavank], às vezes também chamado addanc, [ˈaðank]) é um monstro do lago da mitologia galesa. É descrito de forma variada seja como uma criatura semelhante a um crocodilo, castor ou até mesmo um anão, e às vezes é descrito como um demônio. O lago em que habita também varia; diz-se que vive em Llyn Llion, em Llyn Barfog, perto da Ponte Brynberiana, ou em Llyn yr Afanc, um lago perto de Betws-y-Coed que recebeu o nome da criatura.

## Lendas e tradições
O afanc seria uma criatura monstruosa que, como a maioria dos monstros de lago, capturava qualquer insensato o suficiente que tentasse nadar ou que caísse em seu lago.
Uma das primeiras descrições da criatura é dada pelo poeta do século XV, Lewys Glyn Cothi, que o descreveu vivendo em Llyn Syfaddon, então lago Llangorse em Powys.
Um relato diz que foi destituído por uma donzela que o deixou dormir em seu colo; enquanto dormia, os aldeões da donzela amarraram-no à correntes. A criatura despertou furiosa e suas batidas mataram a donzela, em cujo colo ainda estava. Ao fim, ele foi arrastado para o lago Cwm Ffynnon, ou morto por Peredur (Percival, nome de Peredur no relato de Chrétien de Troyes sobre o ciclo Arturiano).
No conto, Peredur, filho de Efrawg, Lady Charlotte Guest no Mabinogion, tirado do Livro Branco de Rhydderch e Livro Vermelho de Hergest, o Addanc do Lago (Addanc of the Lake) reside numa caverna próximo ao Palácio dos Filhos do Rei das Torturas. O palácio é chamado assim porque o Addanc mata todos os dias os três filhos (chefes) do rei, apenas para que eles sejam ressuscitados pelas donzelas da corte. Não se  sabe por que esse ciclo de violência continua, mas quando Peredur pede para andar com os três chefes, que procuram por Addanc diariamente, eles afirmam que não aceitarão sua empresa como se estivesse morto, eles não seriam capazes de trazê-lo de volta à vida.
Peredur continua indo en direção à caverna sozinho, querendo matar a criatura para aumentar sua fama e sua honra. Em sua jornada, ele conhece uma donzela que afirma que o Addanc vai matar Peredur com astúcia, pois a fera é invisível e mata suas vítimas com dardos venenosos. A donzela, na verdade é a Rainha de Constantinopla, que dá a Peredur uma pedra de serpente que tornará a criatura visível.
Peredur se aventura na caverna e com a ajuda da pedra, perfura o Addanc antes de decapitá-lo. Quando os três chefes chegam à caverna afirmam que foi previsto que Peredur mataria o Addanc.
Algumas lendas atribuem a morte da criatura ao rei Artur. Perto de Llyn Barfog, em Snowdonia, é um petrosomatoglifo gravado profundamente na rocha Carn March Arthur (Pedra do Cavalo de Arthur), que foi supostamente feito pelo cavalo de montaria do rei Arthur, Llamrei, quando estava arrastando o Addanc do lago.

## Iolo Morganwg
De acordo com uma versão de uma lenda do afanc, apresentada pelo famoso escritor de mitos e folclore Edward Williams, era conhecido como Iolo Morganwg, e suas batidas causaram grandes inundações que afugentaram todos os habitantes da Grã-Bretanha, exceto duas pessoas, Dwyfan e Dwyfach, de quem os habitantes de Prydain descendem.
De acordo com uma versão do mito, também apresentada por Iolo Morgannwg, os bois de Hu Gadarn arrastaram o afanc para fora do lago; uma vez estava fora da água, a criatura estava impotente e poderia ser morta. Esta versão localiza a criatura em Llyn Llion.

## Ortografia
A interpretação correta desse nome em galês moderno depende da fonte específica. O galês médio ‹avanc› de Llyn Barfog é ‹afanc› em galês moderno, uma palavra que agora é usada para "castor". A forma ‹avanc› / ‹afanc› também é usada no Livro Vermelho de Hergest e na maioria das outras fontes medievais. Na versão do galês médio do relato de Peredur no Livro Branco de Rhydderch, a criatura na caverna é chamada de addanc. Afanc é, de longe, a ortografia mais comum.

## Literatura
- Na história Matheson's Inheritance de AF Kidd, que se baseia no personagem fantasma de William Hope Hodgson, Thomas Carnacki, uma manifestação sobrenatural, atribuída a um afanc pelos locais, aparece em um castelo galês. Na história, o Sr. . Carnacki o descreve como "uma espécie de monstro de cabeça de cavalo que supostamente assombra os lagos no País de Gales".[3]

- Na série Dark Is Rising, de Susan Cooper, um afanc aparece no último livro da série, Silver On The Tree.

- Na novela The Scar, de China Miéville, um afanc (escrito "avanc" no livro) é convocado e subordinado a rebocar a cidade flutuante de Armada.

- No romance Ashes of Honor, de Seanan McGuire, um afanc aparece no moderno San Francisco. Afancs são descritos como "monstros que ... vivem em lagos e pântanos e são razoavelmente inofensivos, desde que você não os espante e se afogue".

- Um afanc também aparece na série de TV da BBC 'Merlin, na Temporada 1, Episódio 3 "The Mark of Nimueh", um foi incubado e lançado no reservatório de água de Camelot pela bruxa Nimueh e está envenenando as águas de Camelot e espalhando uma praga mortal. O Afanc é supostamente uma criatura de argila e água, feita e dada à vida por um poderoso feiticeiro. Merlin e Gaius descobrem o Afanc e, com a ajuda de Morgana, Merlin convence Arthur a descer nos túneis do reservatório e a lutar contra o Afanc, que só pode ser derrotado com uma combinação de vento e fogo. <Merlin TV Series, Temporada 1 Episódio 3>